# Can Tho internationella flygplats

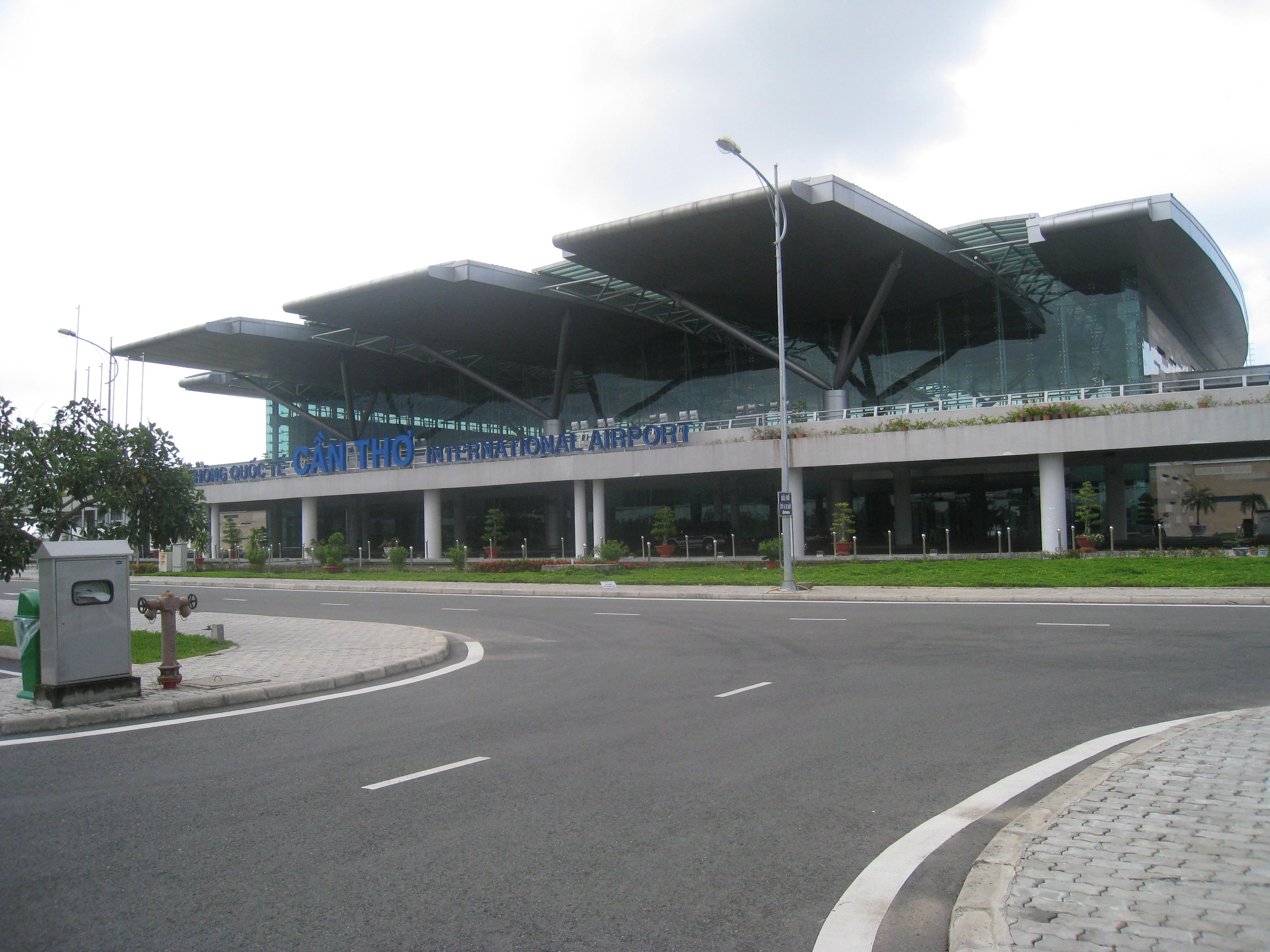
Can Tho International Airport

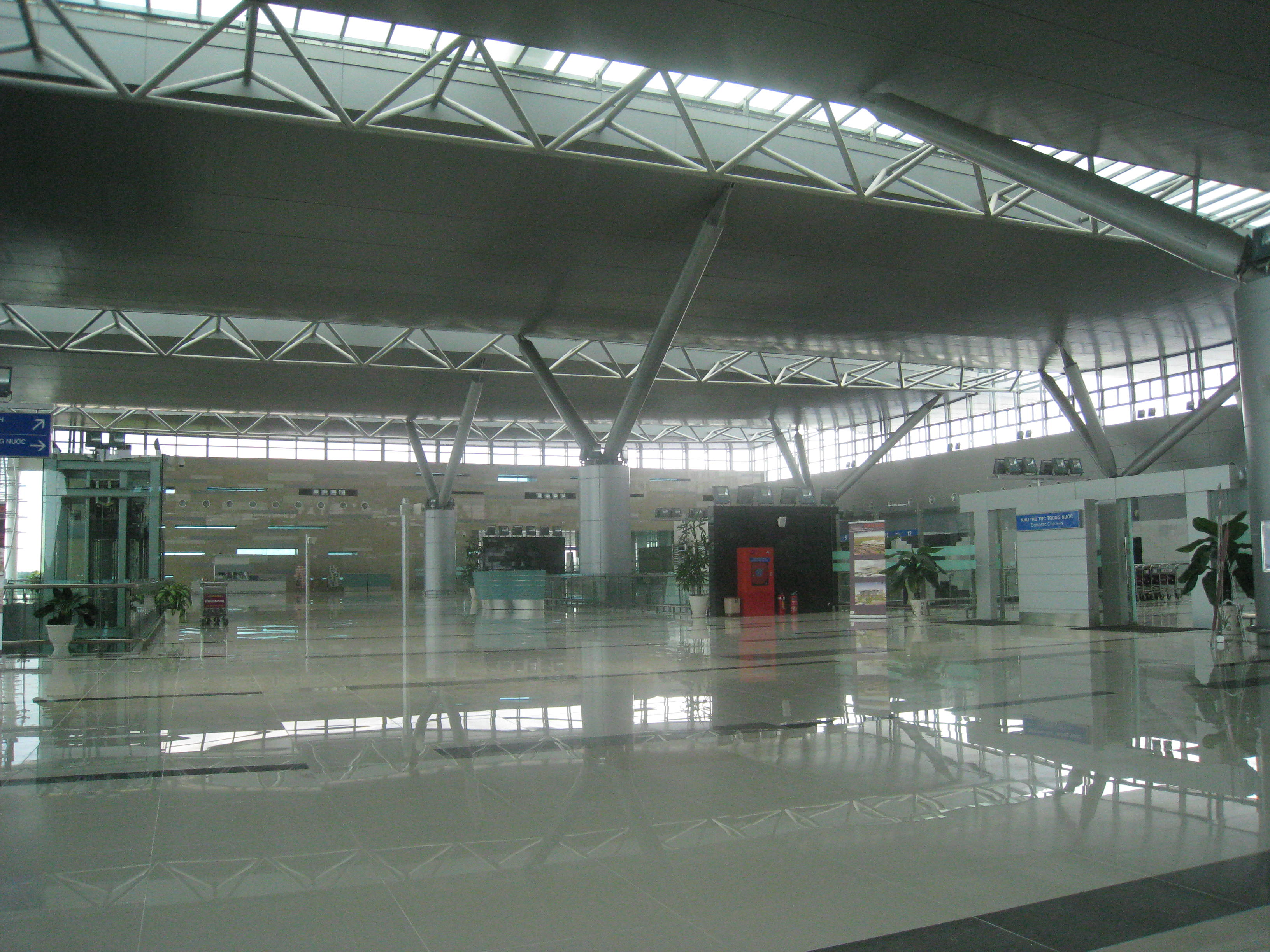
Terminalen vid Can Tho International Airport

Can Tho internationella flygplats (IATA: VCA, ICAO: VVCT) (vietnamesiska: Sân bay Quốc tế Cần Thơ), tidigare Trà Nóc Airport är en flygplats i Can Tho, Mekongdeltat, Vietnam. Flygplatsen återinvigdes den 1 januari 2011 och fick 150 miljoner USD för att bygga på 20 750 kvadratmeter mark. Den är beräknad att kunna betjäna upp till 5 miljoner passagerare per år och förväntas underlätta flygresor i regionen, stärka Mekongdeltatets ekonomi, förbättra försvaret, säkerheten och internationell integration.

## Historik
Trà Nóc flygplats byggdes ursprungligen under Vietnamkriget 1965 av United States Air Force (USAF) som ett militärt flygfält, vilket blev Binh Thuy Air Base. Det användes av USAF och var även högkvarteret för Republiken Vietnams flygvapen (VNAF) 4:e luftdivision fram till 1975.
Den 19 april 1969 inledde VAL-4 Light Attack Squadron stridsoperationer och gav flygunderstöd till Mobile Riverine Force i Mekongdeltat i Sydvietnam. Uppdragen inkluderade normal patrullering, luftbevakning, varning och beskjutning/artilleri. Den 31 mars 1972 genomförde skvadronen dess sista stridsuppdrag innan dess avveckling den 10 april 1972.
Efter 1975 var anläggningen till en början oanvänd, sedan fungerade den som en liten regional flygplats för Can Tho. Det utökades och uppgraderades till internationell status, med färdigställande 2008. Flygplatsen går dock med förlust och utnyttjar endast 20 procent av den planerade kapaciteten.
År 2017 flyttades 917:e Mixed Air Transport Regiment (a.k.a. Đồng Tháp Squadron) av 370:e flygvapendivisionen i Vietnam People's Air Force till Cần Thơ från Tan Son Nhut flygbas.

## Flygbolag och destinationer
| Flygbolag        | Destinationer |
| ---------------- | --- |
| AirAsia          | Kuala Lumpur–International (suspended)                                                                                 |
| Bamboo Airways   | Con Dao, Hanoi, Phu Quoc                                                                                               |
| Thai AirAsia     | Bangkok–Don Mueang (suspended)                                                                                         |
| Thai Vietjet Air | Charter: Bangkok–Suvarnabhumi                                                                                          |
| VietJet Air      | Da Lat, Da Nang, Hai Phong, Ha Long, Hanoi, Nha Trang (suspended), Seoul–Incheon, Taipei–Taoyuan, Thanh Hoa, Vinh      |
| Vietnam Airlines | Buon Ma Thuot, Con Dao, Da Lat, Da Nang, Hai Phong, Hanoi, Phu Quoc, Vinh Charter: Taipei–Taoyuan, Taichung, Kaohsiung |